# Кастро, Мигель Анхель
Миге́ль А́нхель Руфи́но Ка́стро Чумпи́тас (исп. Miguel Ángel Rufino Castro Chumpitaz; родился 16 августа 1997 года, Лима, Перу) — перуанский футболист, полузащитник клуба «Хуан Аурич».

## Клубная карьера
Кастро начал профессиональную карьеру в чилийском клубе «Депортес Санта-Крус». 3 октября 2015 года в матче против «Сан-Антонио Унидо» он дебютировал в чилийской Сегунде. Летом 2016 года Мигель вернулся на родину, присоединившись к «Хуан Аурич». 10 сентября в матче против «Дефенсон ла Бокана» он дебютировал в перуанской Примере.

## Международная карьера
В 2017 года Кастро принял участие в молодёжном чемпионате Южной Америки в Эквадоре. На турнире он сыграл в матче против команды Аргентины, Боливии, Венесуэлы и Уругвая.